# Pilar Mazzetti
Pilar Elena Mazzetti Soler (Lima, 9 de setiembre de 1956) es una médica cirujana y neuróloga peruana. Desde el 18 de noviembre de 2020 hasta el 12 de febrero de 2021 fue Ministra de Salud en el gobierno transitorio de Francisco Sagasti, cargo que también ocupó de julio a noviembre de 2020 en el gobierno de Martín Vizcarra y de febrero de 2004 a julio de 2006 con Alejandro Toledo.
Asimismo, fue ministra del Interior de 2006 a 2007 en el Segundo Gobierno de Alan García Pérez, siendo la primera mujer en ocupar dicho cargo.

## Familia y estudios
Nació en Lima el 9 de septiembre de 1956. Hizo sus estudios escolares en el Colegio San José de Monterrico. Estudió medicina en la Universidad Nacional Mayor de San Marcos.
Mazzetti se graduó como médica en 1986; el mismo año recibió el título de médico cirujano y en 1990 se graduó como neuróloga en la misma universidad. Para lograr su especialización, estudió en la Universidad de París VI entre 1991 y 1993; asimismo, realizó sus internados de neurología en el Hospital de la Pitié-Salpêtrière de la misma ciudad.
Estudió una maestría en educación en la Universidad de San Martín de Porres y obtuvo el título con mención en investigación y docencia universitaria. Obtuvo también una maestría en gerencia pública en ESAN y otra en la Universidad César Vallejo.
Del mismo modo, cursó un diplomado en alta gerencia hospitalaria en el Instituto Peruano de Administración Empresarial (IPAE) y un diplomado en gerencia de servicios de la salud en la Escuela de Administración de Negocios (ESAN).
En el 2010, obtuvo un doctorado en neurociencia en la Universidad Nacional Mayor de San Marcos.

## Vida laboral y docencia

### Trayectoria profesional
En 1990, ingresó al Instituto Nacional de Ciencias Neurológicas como médico residente hasta 1991.
Fue investigadora en el equipo del neurólogo Yves Agid en el Instituto Nacional de Investigación en Salud y Medicina de Francia, en la sede de París.
De 1991 a 1993, trabajó como médica en el Hospital de la Pitié-Salpêtrière.
De 1996 al 2000, fue directora ejecutiva del Instituto Nacional de Ciencias Neurológicas, y del 2001 al 2003 fue directora general.
Del 2000 al 2014, trabajó como neuróloga en la Clínica San Pablo.
En el 2004, fue elegida decana del Consejo Regional III del Colegio Médico del Perú, cargo que dejó para juramentar como Ministra de Salud en febrero del mismo año.
Desde abril del 2014, es directora del Instituto Nacional de Ciencias Neurológicas.
Es miembro de la Sociedad Peruana de Neurología, en la cual se ha desempeñado como presidenta (2014-2016).

### Labor académica
Se ha desempeñado como docente en la Universidad Nacional Mayor de San Marcos, en la Pontificia Universidad Católica del Perú y en la Universidad de San Martín de Porres.

## Carrera institucional

### Ministra de Salud (2004-2006)
El 16 de febrero de 2004, fue designada ministra de Salud por el presidente Alejandro Toledo.
Dentro de su gestión, afrontó diversas manifestaciones, causadas por los graves problemas que afrontaba el sector salud. Entre sus principales obras, se destaca la construcción de más centros de atención médica, así como la reducción de la mortalidad infantil. Asimismo, logró que el Perú sea uno de los primeros países latinoamericanos en tener un Plan Nacional para la Seguridad del Paciente.
En agosto de 2005 fue ratificada como ministra de Salud en el nuevo gabinete presidido por Pedro Pablo Kuczynski. 
A finales del 2005, encabezó la reunión de ministros de Salud de la Comunidad Andina, en donde se discutió el problema de la gripe aviar y su posible llegada a América del Sur. Mazzetti fue designada por esta junta y por otros ministerios de la región como la representante ante la Unión Europea de toda Sudamérica.
En enero del 2006, Mazzetti afrontó una nueva huelga por pagos que no pudo realizar el sector Trabajo a los médicos de EsSalud, paralizando así los servicios de salud. Mazzetti se unió a los huelguistas afirmando que también la falta de pagos le había sorprendido.
Mazzetti permaneció en el cargo de ministra de Salud hasta julio del 2006, cuando terminó el gobierno de Alejandro Toledo.
Durante su gestión, fue criticada por el Arzobispo de Lima, Juan Luis Cipriani Thorne, por permitir el uso del anticonceptivo conocido como la píldora del día siguiente.

### Ministra del Interior
El 28 de julio de 2006, Pilar Mazzetti juramentó como ministra del Interior; de este modo, se convirtió en la primera mujer en asumir ese cargo en la historia peruana. Mazzetti acudió a la sede del Ministerio del Interior del Perú, donde recibió de manos del anterior ministro, Rómulo Pizarro, el despacho de ese portafolio. Frente a los miembros de la Policía Nacional del Perú, Mazzetti les prometió que velaría por el bienestar de la familia policial, así como de su rápida modernización. También acudió, junto con Allan Wagner Tizón y el Presidente de la República del Perú, Alan García, al reconocimiento de García como Jefe Supremo de las Fuerzas Armadas.[cita requerida]
Mazzetti es una de las pocas personas que han permanecido en el cargo de ministro de Estado de manera consecutiva en dos gobiernos seguidos, junto a Diego García-Sayán y a Jaime Saavedra Chanduví.
En los primeros días de febrero del 2007, enfrentó una serie de críticas por la adquisición (vía licitación pública) de 469 camionetas para la Policía Nacional del Perú, en la cual diversos medios consideraron los precios como sobrevaluados. Mazzetti separó del Ministerio a los funcionarios de la Oficina General de Administración (OGA) y de la Oficina de Abastecimiento y Servicios Auxiliares involucrados en el Comité de Licitación. De la misma manera, declaró la reorganización de la Oficina General de Administración.
El 24 de febrero del 2007, renunció al cargo, luego que se sumó una investigación por la compra de 469 vehículos patrulleros para la PNP de la marca Hyundai a precios sobrevaluados durante su gestión como ministra del Interior. Por un comunicado de prensa N° 002-2007 se informó que puso su cargo a disposición. Fue sucedida en el cargo por Luis Alva Castro.

### Directora del Comando de Operaciones COVID-19 (2020)
En el 2020, durante el contexto de la pandemia por COVID-19 en Perú, fue nombrada por el presidente Martín Vizcarra como directora del Comando de Operaciones COVID-19.

### Ministra de Salud (2020-2021)
El 15 de julio del 2020 fue designada ministra de Salud por el presidente Martín Vizcarra, cargo que asumió en el contexto de la pandemia de COVID-19 hasta el 9 de noviembre del 2020 cuando se aprobó el segundo proceso de vacancia presidencial al entonces mandatario.
El 18 de noviembre de 2020, Mazzetti regresó al Ministerio durante el gobierno de Francisco Sagasti sucediendo al también médico Abel Salinas. Renunció el 12 de febrero de 2021, tras revelarse que el expresidente Martín Vizcarra participó del ensayo clínico de la vacuna de Sinopharm contra la COVID-19 cuando ostentaba el cargo de Presidente. La renuncia se dio luego que Mazzetti asistiera al Congreso de la República para informar sobre la vacunación de Vizcarra. Al día siguiente de su presentación, diversos medios informaron que se estaba redactando una moción de censura contra ella, la cual no llegó a ser firmada por el número requerido de congresistas ni presentada para su trámite.
El día 14 de febrero de 2021 renunció el viceministro de Salud Luis Suárez Ognio. Por la noche del mismo día, el nuevo ministro de Salud Óscar Ugarte Ubilluz reveló que los dos viceministros de Salud, Luis Suárez Ognio (Salud Pública) y Víctor Bocángel (Prestaciones y Aseguramiento en Salud), habían sido vacunados contra la COVID-19 en octubre de 2020, información que había sido comunicada a la entonces ministra Mazzetti.
El 15 de febrero de 2021, la Universidad Peruana Cayetano Heredia confirmó que la exministra, junto a otro 487 funcionarios del Estado peruano, habían sido vacunados contra la COVID-19 de manera irregular, aunque ella lo había negado unos días atrás, hecho que habría propiciado su renuncia.

## Publicaciones
- Kennedy Disease in Peru: first cases with molecular diagnosis (2013)
- Rol del Estado en los Ensayos Clínicos (2012)
- Ataxia espinocerebelosa tipo e (Enfermedad de Machado Joseph) A propósito de un caso (2012)
- Lrrk2 p.Q1111H substitution and Parkinsons disease in Latin America (2011)
- Ataxia Rating Scales-Psychometric Profiles, Natural History and Their Application in Clinical Trials (2011)
- LRRK2 mutations in patients with Parkinson`s disease from Perú and Uruguay (2009)
- Frecuencia del polimorfismo c677t del gen de la metilen-tetrahidrofolato reductasa (MTHFR) en pacientes con ictus isquémico (2007)
- Estudio clínico molecular de la Enfermedad de Huntington en pacientes del valle de Cañete-Perú (2006)
- Optimización del Método PCR para la detección de tripletes CAG asociado a la enfermedad de Huntington (2004)
- Polyneuropathy in autosomal Dominant Cerebellar Ataxias: Phenotype-Genotype Correlation (1999)
- Genética de la Enfermedad de Parkinson (1998)
- Familial Parkinson’s disease and Polymorphism at the CYP2D6 locus (1995)
- Aspectos fisiopatológicos en enfermedad de Alzheimer (1995)
- Exámenes de exclusión en enfermedad de Alzheimer (1995)
- ¿Síndrome o Enfermedad de Parkinson Inducido por Cinarizina? (1995)
- Crisis Convulsiva y Uso de Teofilina (1995)

## Premios y reconocimientos
- Orden Hipólito Unanue en el grado de Gran Cruz - Ministerio de Salud (2011)[29]
- Medalla y Diploma de Honor al Mérito - Universidad Nacional Mayor de San Marcos[cita requerida]